# Catabrosa
Catabrosa é um género botânico pertencente à família Poaceae, subfamília Pooideae, tribo Poeae. É originário das regiões temperadas do Hemisfério Norte.
O género foi descrito por Ambroise de Beauvois e publicado em Essai d'une Nouvelle Agrostographie 97. 1812. A espécie-tipo é Catabrosa aquatica (L.) P. Beauv.
O número cromossómico básico do género é x = 5, com números cromossómicos somáticos de 2n = 10 e 20, já que existem espécies diploides e uma série poliploide. Cromossomas relativamente «grandes».
Trata-se de um género reconhecido pelo sistema de classificação filogenética Angiosperm Phylogeny Website.

## Sinonímia
A base de dados Tropicos indica o género Castellia Tineo, como sinónimo.

## Espécies
O género tem 62 espécies descritas das quais 2 são aceites:
- Catabrosa aquatica (L.) P.Beauv.
- Catabrosa werdermannii (Pilg.) Nicora & Rúgolo